# Teopanzolco

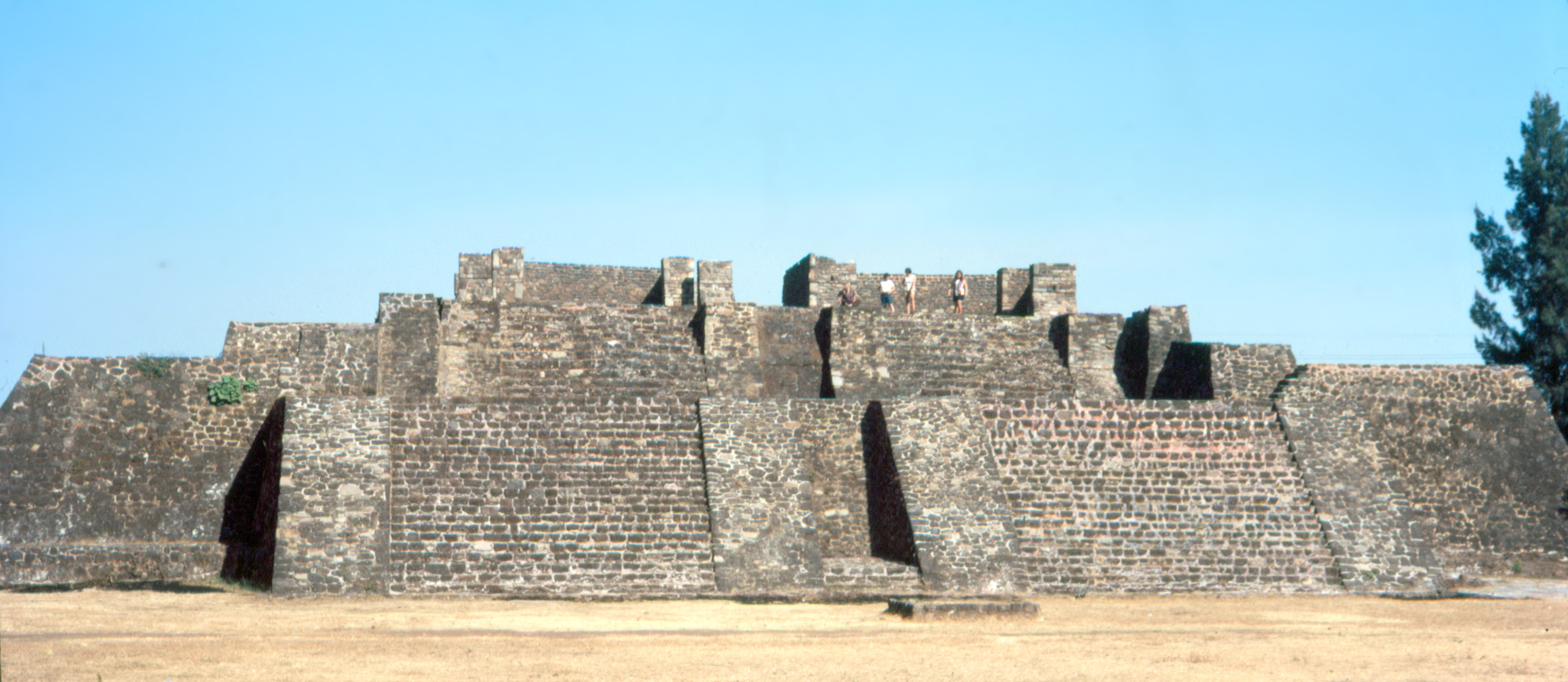
Haupttempel

Teopanzolco ist eine freigelegte archäologische Tempelzone etwa 1,5 Kilometer nordöstlich des Zentrums von Cuernavaca, der Hauptstadt  des mexikanischen Bundesstaates Morelos mitten in Wohn- und Industriegebieten. Die Bauten stammen aus dem späten Postklassikum. Obwohl in dieser Zeit die Region von den Tlalhuica besiedelt war, stammt der Name aus der aztekischen Sprache: teōpan, Tempel oder Kirche, und dem nur in Verbindung mit Substantiven vorkommenden zol-li, das dem Substantiv die Qualität: alt, abgenutzt, zuweist, und dem Lokativ-Suffix co., also: Am Ort des alten Tempels.

## Anlage

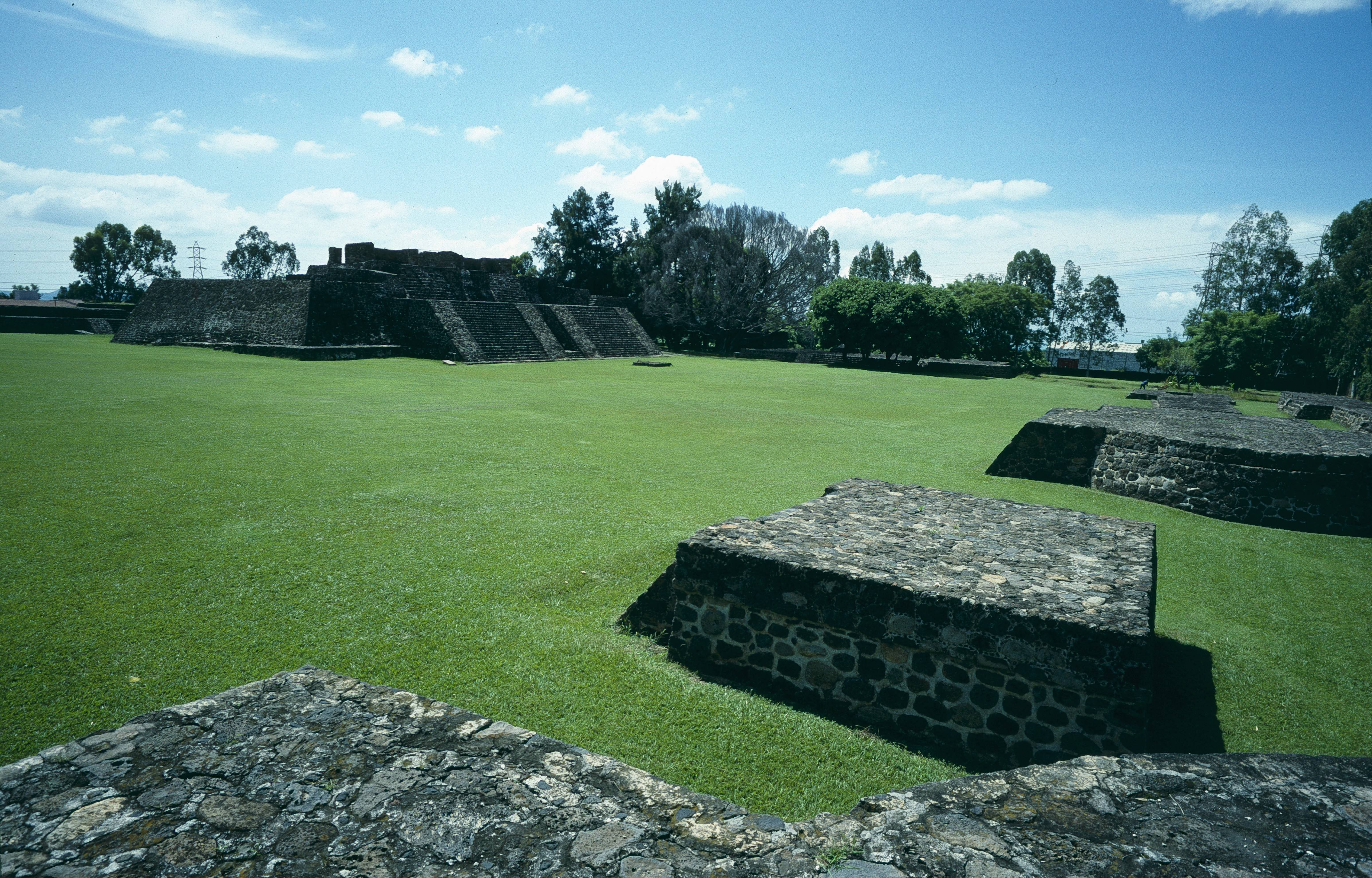
Großer Hof mit Hauptpyramide (links)

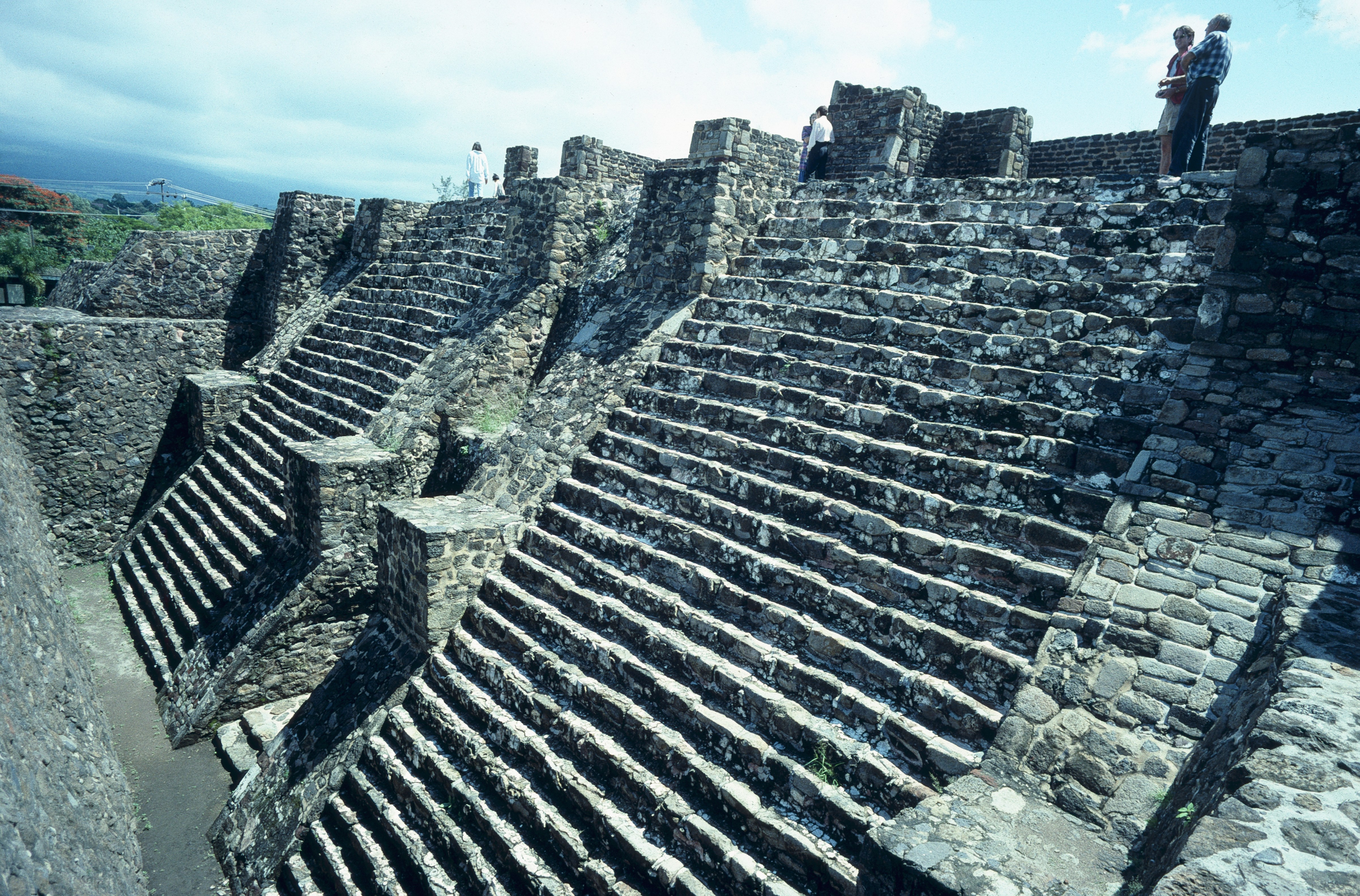
Doppeltreppe der inneren (älteren) Pyramide

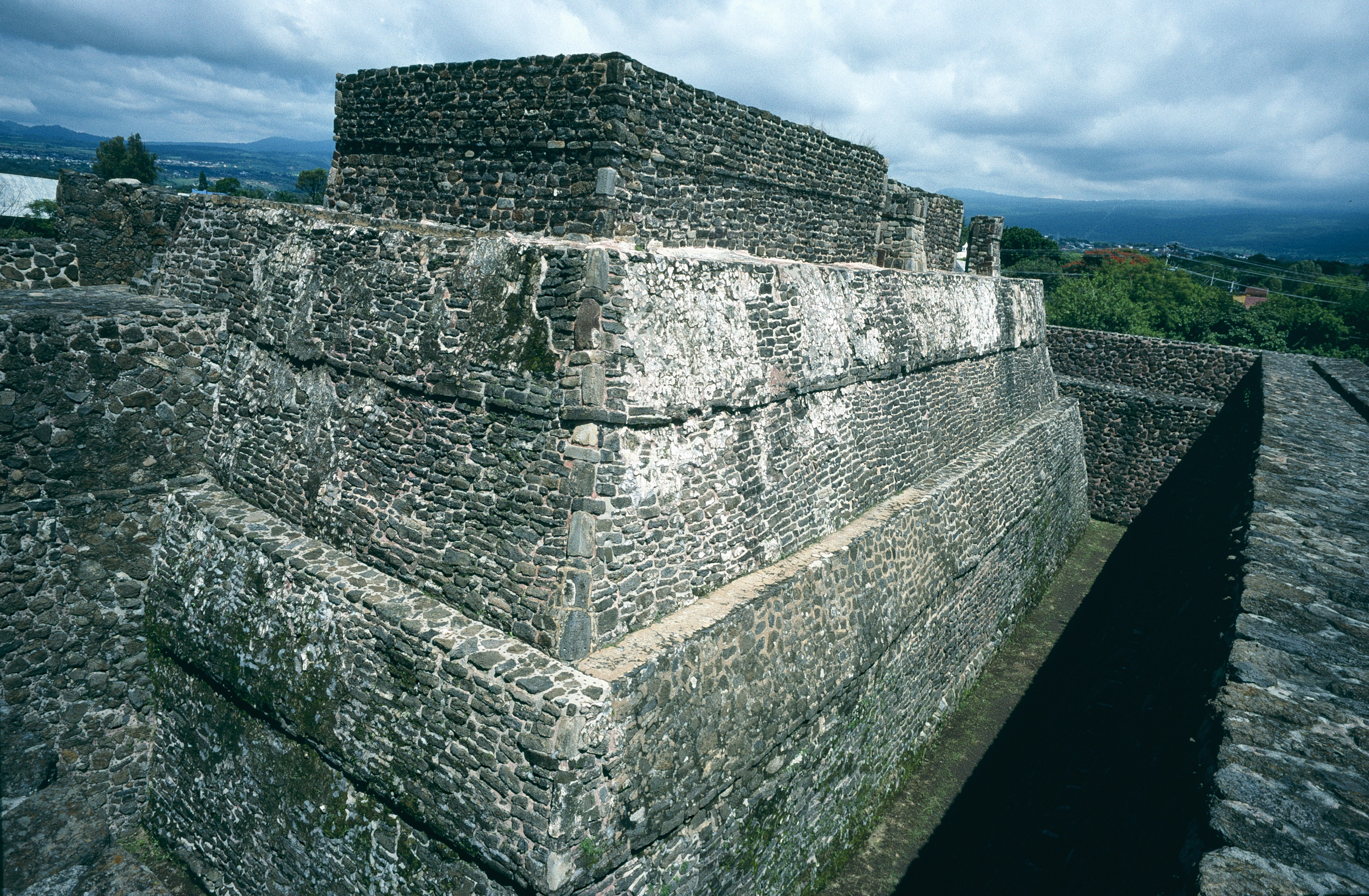
Innere (ältere) Pyramide, Rückseite

Die Bauten von Teopanzolco sind um einen langrechteckigen Platz angeordnet. Den östlichen Rand des Platzes bildet eine Reihe von fünf kleinen rechteckigen und zwei runden Plattformen. Dahinter befinden sich weitere längliche Konstruktionen. Die südliche Begrenzung des Platzes bildet eine größere Plattform, die eine breite Treppe mit Treppenwangen besitzt. Das größte Gebäude, die Hauptpyramide liegt auf der Ostseite des Platzes. Dahinter befindet sich das Gebäude 13, ein durch Raubgräber stark zerstörter Pyramidenbau mit Doppeltreppe.

## Hauptpyramide
Die Ausgrabungen ergaben mindestens zwei große Bauphasen, die in der Anlage einander sehr ähnlich sind. Die spätere Phase ummantelt die frühere komplett. Bei der Ausgrabung blieb dieser äußere Mantel bis zu einer gewissen Höhe stehen bzw. wurde ergänzt. Um die innere, frühere Phase sichtbar zu machen, wurde die Füllung des äußeren Mantels so weit entfernt, dass ein breiter Graben entstand, der natürlich keinen Originalzustand darstellt.
Sowohl die ältere wie die jüngere Pyramide bestanden eigentlich aus zwei nahe nebeneinander errichteten Bauten – ähnlich wie es beim Templo Mayor in Tenochtitlán, und in Tlatelolco, sowie in Tenayuca der Fall gewesen ist. Aus dieser Analogie schließt man auch, dass der nördliche der beiden Tempel in Teopanzolco dem Regengott Tlaloc geweiht gewesen sei, während der südliche dem aztekischen Stammesgott Huitzilopochtli zugehörte. Die erhaltenen und teilweise bis zu einer gewissen Höhe rekonstruierten Tempelbauten gehörten der ersten Bauphase an. Eine Besonderheit ist, dass der Tlaloc-Tempel einen deutlich kleineren Innenraum als der andere Tempel aufweist, eine vergleichbare Größe aber durch außerhalb der Umfassungsmauern stehende Pfeiler ermöglicht wurde, die vermutlich das hohe, gemauerte Dach trugen. 
Der Zugang zu den Tempeln erfolgt über ebenfalls doppelte Treppen mit Treppenwangen, die im obersten Teil beinahe senkrecht verlaufen.